# 4629 Велфорд
4629 Велфорд (4629 Walford) — астероїд головного поясу, відкритий 7 жовтня 1986 року.
Тіссеранів параметр щодо Юпітера — 3,326.